# Tissarou
Tissarou est une localité béninoise située dans la commune de Kandi dans le département de l'Alibori.

## Histoire
Tissarou fait partie officiellement des 82 villages de la commune de Kandi depuis le 27 mai 2013 après la délibération et l'adoption par l'assemblée nationale du Bénin en sa séance du 15 février 2013 de la loi n° 2013-05 du 15/02/2013 portant création, organisation, attributions et fonctionnement des unités administratives  locales en République du Bénin,.

## Administration
Tissarou fait partie des 13 villages que compte l'arrondissement de Donwari aux côtés de Dinin, Dinin Peulh, Donwari, Donwari-Peulh, Gambanè, Gambanè-Peulh, Kpéssarou, Mongo, Mongo-Peulh, Sidérou, Tissarou-Peulh et Touko.

## Population
Selon le recensement général de la population et de l'habitation (RGPH4) de l'institut national de la statistique et de l'analyse économique (INSAE) au Bénin en 2013, la population de Tissarou s'élève à 3776 habitants dont 1901 hommes et 1875 femmes.

## Galerie

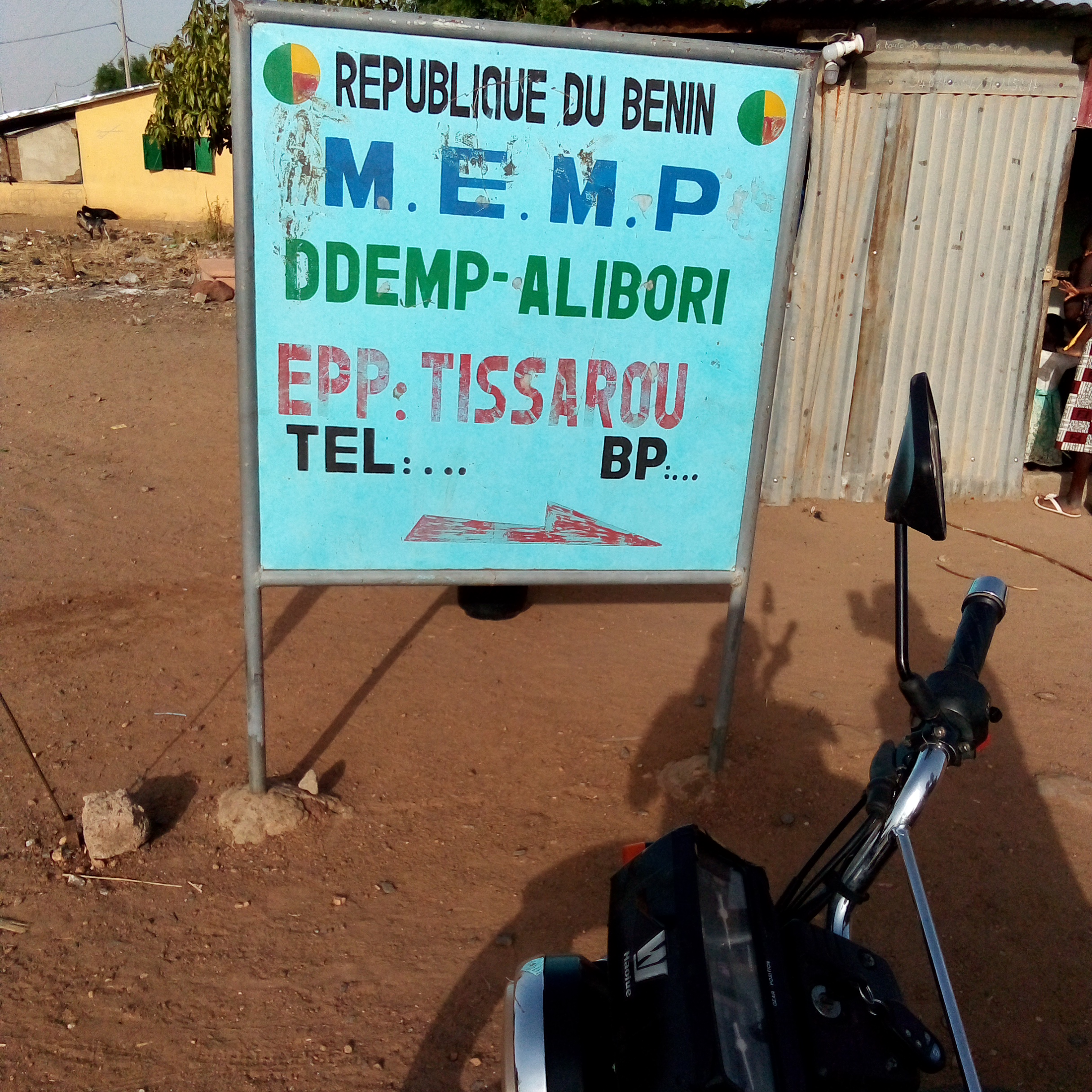
Plaque indiquant la route de l'école primaire publique de Tissarou
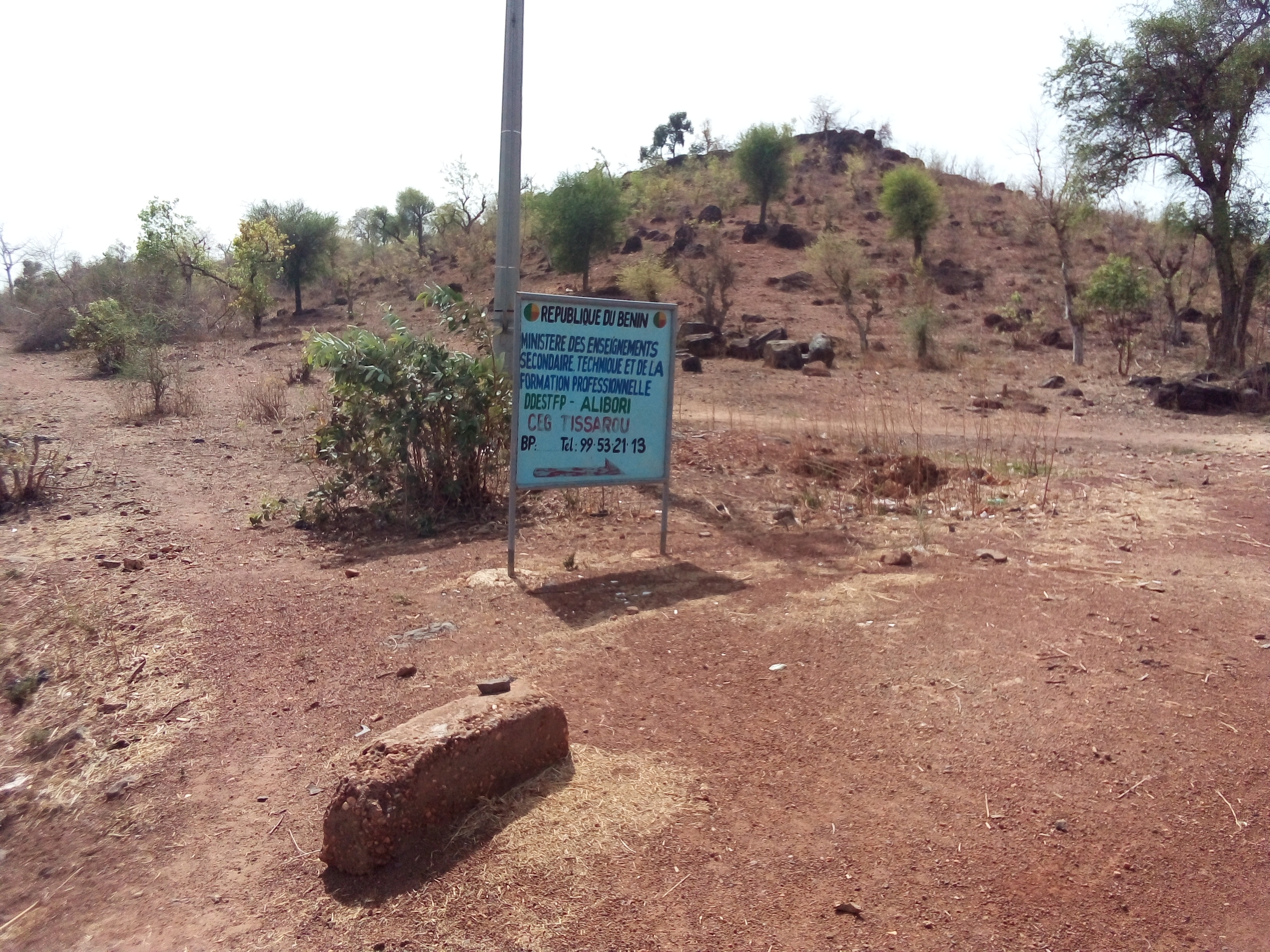
Plaque indiquant la route du CEG de Tissarou
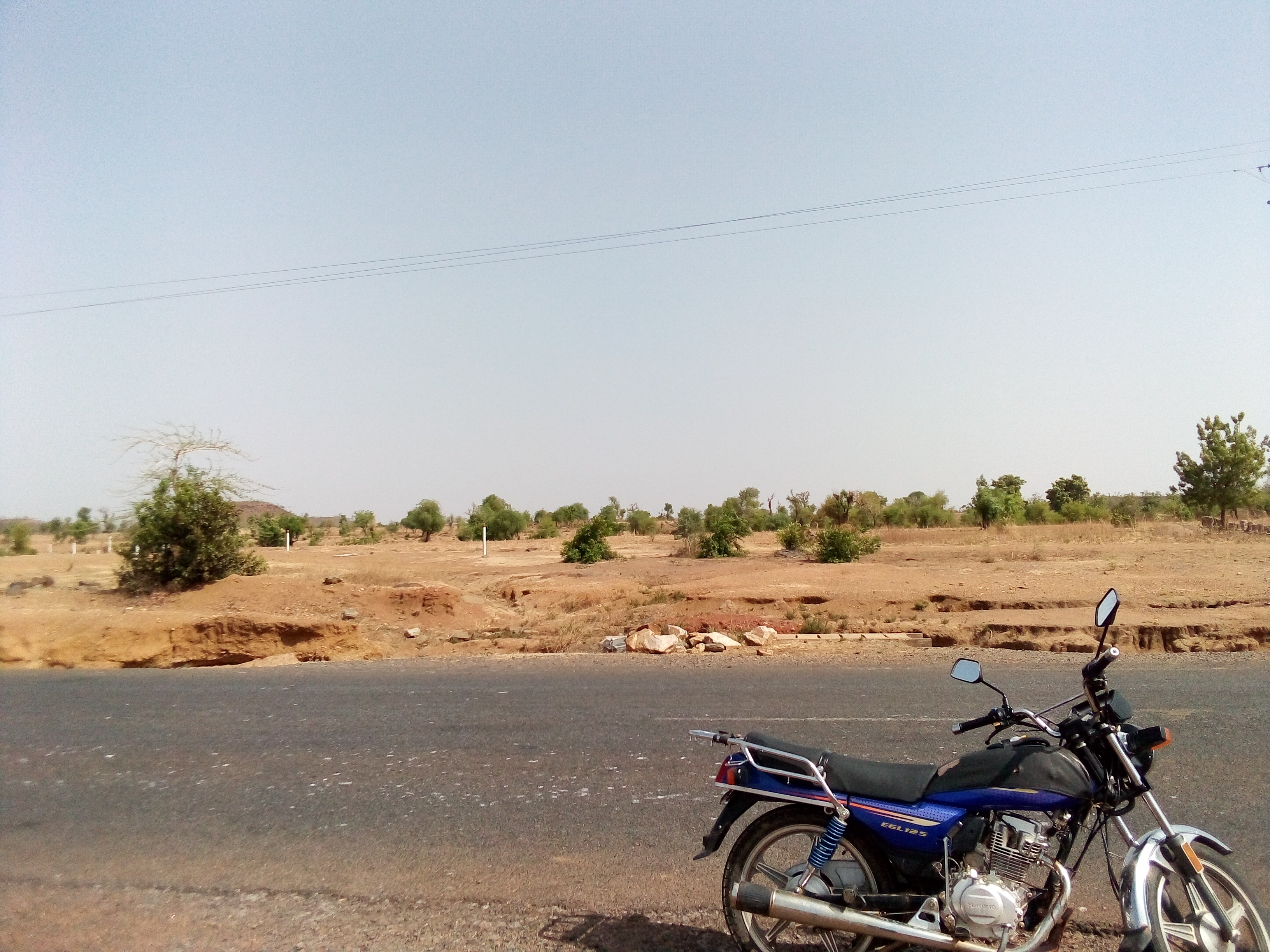
Paysage de Tissarou à Kandi
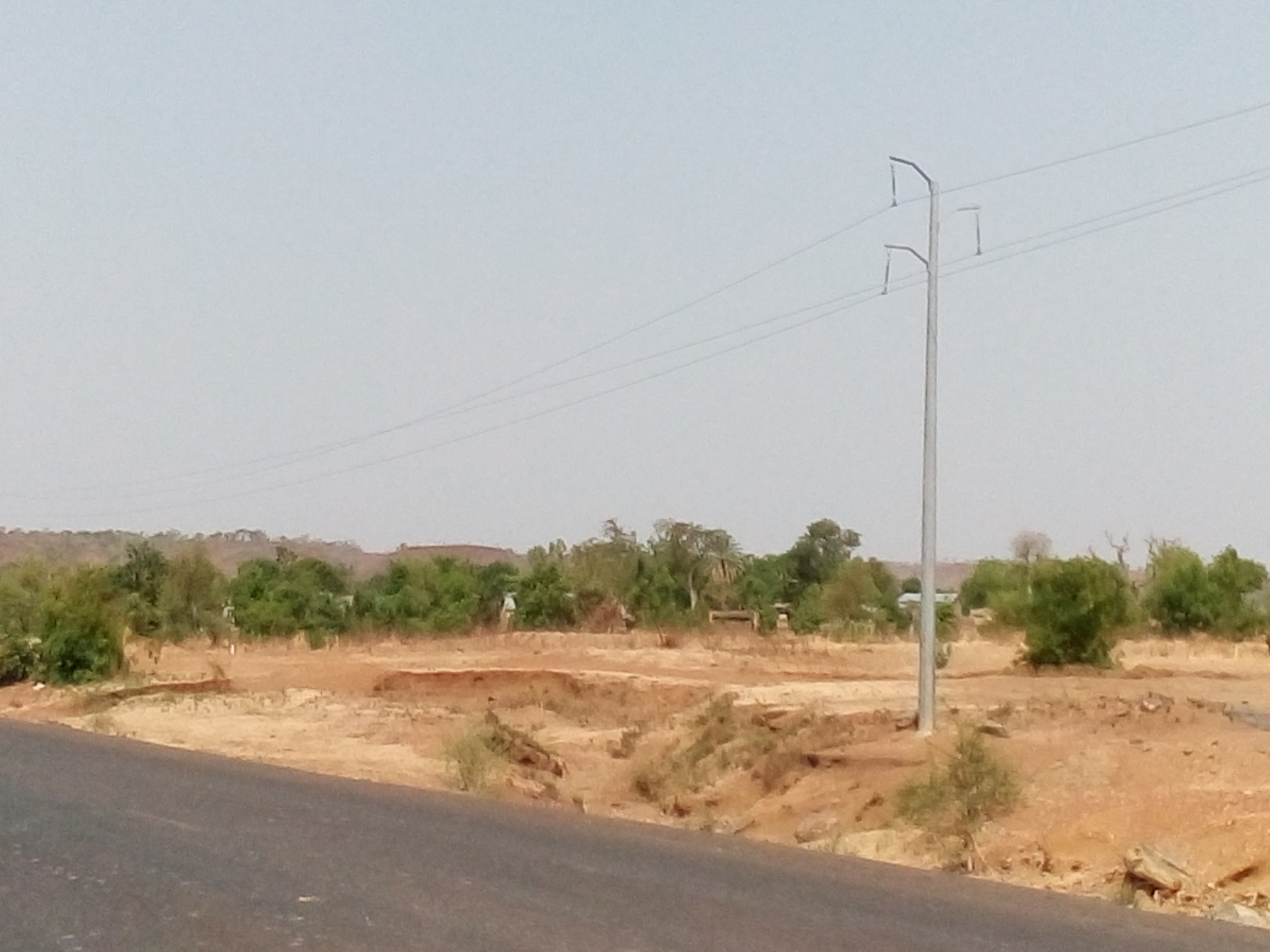
Paysage de Tissarou au delà du goudron